# Aeroportul Jyväskylä
Aeroportul Jyväskylä (IATA: JYV, ICAO: EFJY) este un aeroport din Jyväskylä, Finlanda Centrală, Finlanda de Vest și Centrală⁠(d), Finlanda ce deservește zona Jyväskylä. Aeroportul a fost tranzitat în 2022 de 10.980 de pasageri. A fost deschis în 1939 și numit după zona deservită.
Situat la o altitudine de 140 m, aeroportul dispune de 1 pistă. Este operat de Finavia⁠(d).

## Infrastructură

### Piste
Aeroportul dispune de o singură pistă. Pista 12/30 are suprafața de asfalt și dimensiunile 2.601 m × 60 m. 